# Wellington Paixão
Wellington da Mota Paixão (Aracaju, 10 de fevereiro de 1941) é um político e advogado brasileiro que foi prefeito do Município de Aracaju, entre 1989 e 1992, pelo Partido Socialista Brasileiro (PSB).

## Biografia
Filho de Wilson Wynne da Mota e Maria José da Paixão Mota, Wellington nasceu em Aracaju, capital de Sergipe, mas que desenvolveu os seus primeiros estudos em Alagoinhas (Bahia).
Retornando para Aracaju para cursar o ensino superior, onde ele foi estudar a graduação em direito na então Faculdade de Direito de Sergipe (atual Universidade Federal de Sergipe - UFS). Nessa época, Wellington Paixão militou no movimento estudantil contra a ditadura militar de 1964, tendo participado do movimento de redemocratização da década de 1980.
Ele obteve o título de Bacharel em Direito pela UFS. Após concluir sua graduação, em termos profissionais, ele se tornou o advogado da Federação dos Agricultores do Estado de Sergipe (1970/1978) e, também, foi advogado da Diocese de Propriá (1978-1981), além de Procurador Regional do INSS (1983).
Durante as décadas de 1970 e 2000, ele desempenhou os cargos públicos de Secretário Municipal de Assuntos Jurídicos de Aracaju (1986/1987); de Secretário Estadual do Trabalho de Sergipe (1987-1988); e de Assessor Técnico do Senado Federal (1978-1982/2003 e 2004-2007).
Durante as eleições municipais para Prefeito de Aracaju de 1988, Wellington Paixão, então filiado ao PSB e com apoio do ex-prefeito Jackson Barreto, foi eleito com 39% dos votos aracajuanos, permanecendo à frente do candidato Lauro Maia (PFL), que havia obtido 33% dos votos, enquanto que  o então deputado estadual Marcelo Déda (PT) acabou sendo votado por apenas 8% dos eleitores. Ele exerceu esse cargo entre 1989 a 1992.
Entre 2016 e 2018, Wellington Paixão foi presidente da Sergipe Gás S/A (SERGÁS), estatal pertencente ao Governo Estadual de Sergipe responsável pela comercialização de gás no estado.

## Atuação como Prefeito de Aracaju
Em 1988, ele foi eleito Prefeito do Município de Aracaju pelo PSB, tendo administrado entre os anos de 1989 a 1992. No inicio de sua gestão instalou-se a primeira Assembléia Constituinte Municipal, presidida pelo Vereador Marcélio Bonfim, que elaborou a Lei Orgânica do Município de Aracaju em 1989.
Na condição de Prefeito, ele promoveu uma profunda reforma administrativa e resgate da autonomia municipal. Através da Lei municipal 1.659, de 26/12/1990, criou a Fundação Municipal da cultura (FUNCAJU). Ele também criou a Guarda Municipal de Aracaju e o Conselho do Menor e Adolescente.
Em sua gestão, ele criou a Empresa Municipal de Serviços Urbanos – ENSURB (Lei 1.668 de 26/12/1990); criou o Diário Oficial do Município de Aracaju (Lei 1.664 de 26/12/1990); implantou a Procuradoria Geral do Município de Aracaju (Lei 1.499/89); promulgou o Código Tributário do Município de Aracaju (Lei 1.547 de 20/11/1989). 
Em seu plano de obras destacam-se a implantação do Sistema Integrado de Transporte (dos 07 terminais construiu 05); a construção de 11Km de macrodrenagens (canais); a construção do viaduto da Av. Hermes Fontes com a Av. Francisco Porto; a construção das Avenidas Sílvio Teixeira e Franklin Sobral, implantando o bairro Jardins; a construção da Av. Francisco Moreira (ligação do bairro Pereira Lobo com o bairro Luzia); a construção do Plenário e Gabinetes de Vereadores da Câmara Municipal de Aracaju, além de bairros e centenas de ruas drenadas e pavimentadas; a construção da Escolas Aúrea Zamor de Melo (bairro Orlando Dantas) e da Escola Alcebiedes Melo Villas Boas (Bairro Industrial).[carece de fontes?]
Analisando a gestão educacional de Wellington Paixão, a educadora Tereza Cristina Cerqueira da Graça afirma que ela foi contraditória, em que inicialmente ele adotou um estilo populista de governo baseado em um ideário democratizante, mas que foi se afastando desse ideário à medida que se afastava do grupo político de centro-esquerda de Jackson Barreto e se aproximava do grupo de direita de João Alves Filho.